# Nehemiah Mote
Nehemiah Mote (né le 21 juin 1993 à Campsie (Nouvelle-Galles du Sud)) est un joueur australien de volley-ball. Il joue central.

## Palmarès
Supercoupe de Suisse:
- 2017

Coupe de Suisse:
- 2018

Championnat de Suisse:
- 2018

Championnat d'Allemagne:
- 2022
- 2021

Supercoupe d'Allemagne:
- 2021

### Équipe nationale
Championnat d'Asie et d'Océanie:
- 2019